# Nos femmes
Nos femmes ist eine französische Filmkomödie von Richard Berry aus dem Jahr 2015. Sie beruht auf dem Theaterstück Unsere Frauen von Eric Assous.

## Handlung
Seit 35 Jahren sind Radiologe Max, Rheumatologe Paul und Friseursaloninhaber Simon beste Freunde. Max hat immer wieder Affären gehabt und lebt nun seit zehn Jahren in einer On/Off-Beziehung zu Magali. Er steht inzwischen vor der Wahl, mit ihr zusammenzuziehen oder von ihr verlassen zu werden. Paul ist mit Karine verheiratet, doch ist die Ehe seit langem von Teilnahmslosigkeit geprägt. Max hat zwei Kinder: die 22-jährige Pascaline, die Ärztin werden will, und den etwas jüngeren Antonin. Beide Kinder leben noch zuhause. Simon ist mit der attraktiven Estelle verheiratet; die Ehe ist kinderlos.
Wie so oft treffen sich die Freude an einem Freitagabend bei Max zum Kartenspiel. Simon erscheint mit 50 Minuten Verspätung und steht vollkommen neben sich. Er eröffnet seinen beiden Freunden, dass er Estelle getötet habe. Sie telefonierte offensichtlich mit einem Liebhaber, wollte ihm auf Nachfrage nicht sagen, wer am Telefon war, und reagierte am Ende aggressiv. Nach zwei Ohrfeigen würgte Simon sie, bis sie kein Lebenszeichen mehr von sich gab. Er ist sich sicher, dass sie tot war, als er die Wohnung verließ. Max und Paul reagieren zunächst ungläubig und anschließend fassungslos. Der Plan, die Polizei anzurufen, wird verworfen, da Simon dies hätte sofort machen müssen. Simon will auch nicht außer Landes fliehen. Er bittet seine Freunde stattdessen, für ihn zu lügen und zu bezeugen, dass er bereits 21 Uhr bei Max war. Beide weigern sich jedoch und Simon reagiert enttäuscht, da er immer für beide dagewesen sei. Paul beginnt, zwischen beiden Seiten zu vermitteln, will er sich doch auf keine Position eindeutig festlegen.
Die Diskussionen werden vom Eintreffen der bestellten Pizza unterbrochen. Beim Essen bricht Simon zusammen, da er kurz zuvor Beruhigungspillen und Unmengen Alkohol zu sich genommen hatte. Er wird in Max’ Schlafzimmer gebracht. Max und Paul diskutieren Simons Fall weiter. Max stellt die These auf, dass Simon nicht spontan gehandelt hat, sondern die komplizierte Estelle geplant umgebracht hat und nun sie, die Freunde, benutzen will. Beide fahren zu Simons Haus, um sich davon zu überzeugen, dass Estelle wirklich tot ist. Vor dem Haus stehen Kranken- und Polizeiwagen und beide fliehen. Zurück bei Max gehen die Diskussionen weiter. Max wirft Paul vor, zu viel Angst zu haben, um zu handeln. Paul wiederum gesteht Max, dass er ihn seit 35 Jahren hasse, da Max’ Leben kalt und er nicht modern sei. Beide erkennen im weiteren Gespräch, dass Estelle sie beide einst verführen wollte, sie aber von beiden abgewiesen wurde.
Das Geschehen nimmt eine Wendung, als Pascaline nachts auf Simons Handy anruft. Paul ist außer sich, glaubt er doch, dass Pascaline und Simon eine heimliche Affäre haben. Simon ist immer noch nicht ansprechbar, sodass Paul nun wütend die Polizei benachrichtigen will. Beide Freunde sind jedoch im entscheidenden Moment nicht in der Lage, sich der Polizei am Telefon gegenüber verständlich zu machen.
Am nächsten Morgen ruft die Polizei bei Max an und bestellt Simon auf die Wache. Estelle hat ihn wegen Körperverletzung angezeigt: Sie war nicht tot, sondern nur ohnmächtig. Bevor Simon aufbricht, stellt Paul ihn wegen Pascaline zur Rede. Simon berichtet, dass er seit langer Zeit Pascalines Vertrauter und „Kummerkasten“ ist, da sie das Gefühl hat, mit ihren Eltern nicht reden zu können. Sie sei von einem Jungen in ihrem Alter schwanger und wolle außerdem ihr Medizin-Studium abbrechen. Paul ist am Boden zerstört, erhält jedoch kurz darauf eine SMS seiner Tochter, in der sie ihm mitteilt, mit ihm reden zu wollen. Paul geht. Max wiederum ruft nun Magali an und teilt ihr mit, dass er gerne mit ihr zusammenleben möchte. Sie wiederum eröffnet ihm, von ihm ein Kind zu erwarten, und er reagiert erfreut.

## Produktion
Nos femmes beruht auf dem Theaterstück Unsere Frauen (im Original Nos femmes) von Eric Assous, das am 24. September 2013 am Théâtre de Paris uraufgeführt wurde. Im Stück, das Richard Berry in Szene setzte, übernahmen Berry und Auteuil bereits ihre späteren Filmrollen, während die Rolle des Simon von Didier Flamand gespielt wurde. Das Stück, das bis Februar 2014 lief, wurde 2013 zu einer der erfolgreichsten Aufführungen am französischen Privattheater. Auteuil erhielt für seine Rolle des Mediziners Paul 2014 eine Molière-Nominierung als Bester Hauptdarsteller.
Bereits im Oktober 2013 zeigten Berry und Auteuil Interesse daran, das Theaterstück zu verfilmen. Die Dreharbeiten fanden im August und September 2014 in Paris statt. Zu den Drehorten gehörte unter anderem die Avenue du Président Wilson unweit des Musée Galliera. Im Gegensatz zum Theaterstück kommen im Film auch die Frauen der Männer vor; die Rolle von Pauls Tochter Pascaline übernahm Joséphine Berry, Richard Berrys Tochter.
Nos femmes erlebte am 27. April 2015 in Paris seine Vorpremiere. Der Film kam am 29. April 2015 in die französischen Kinos, wo er von rund 426.000 Zuschauern gesehen wurde.

## Kritik
„Wenn das französische Kino über häusliche Gewalt lacht“, betitelte Slate die Filmkritik zu Nos femmes, und bezeichnete den Film als „unsagbare Nichtigkeit“; das Spiel der Darsteller sei zum Heulen. Marie Claire griff die Kritik am Film auf und bezeichnete Nos femmes als einen „gescheiterten Versuch, über häusliche Gewalt zu lachen“. Der Film wolle lustig sein, mache jedoch letztlich mit der Darstellung von Gewalt in der Ehe Geld. Besonders kritisch sei, dass Paul im Film nicht die Polizei alarmiere, weil sein Freund seine Frau getötet hat, sondern nur, weil derselbe Freund anscheinend mit seiner erwachsenen Tochter eine Affäre hat.
Télérama gab dem Film zwei von fünf möglichen Sternen und befand, dass die Darsteller mit der Zeit nur immer schneller gestikulieren und immer lauten schreien würden. Dem Film mangele es im Gegensatz zum Theaterstück an visueller Bewegung, merkte das Luxemburger Tageblatt an.